# 유리 루시코프

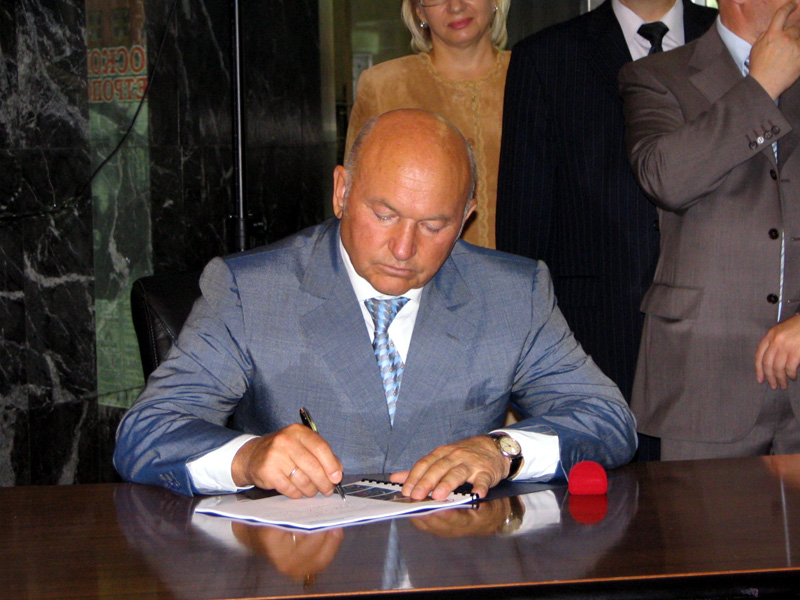
Юрий Лужков

유리 미하일로비치 루시코프(러시아어: Ю́рий Миха́йлович Лужко́в, 문화어: 유리 미하일로비치 루쥬꼬브, 1936년 9월 21일~2019년 12월 10일)는 러시아의 정치인이다. 1992년부터 2010년까지 모스크바의 시장을 지냈다. 탁월한 행정 수완의 소유자로, 시장으로서 높은 평가를 얻었다. 모스크바에 외국으로부터 거액의 투자를 불러들여(러시아 전체의 5할에 상당), 모스크바를 시장 경제의 대도시로 변화시켰다는 평가를 받고 있으나, 동시에 재임기간 동안 루시코프는 부패 논란에 시달렸고, 근무 태만, 낙하산 인사 등용 등으로 여론의 거센 비판을 받았다. 2010년 모스크바 산불 당시, 오스트리아에서 휴가를 보냈던 루시코프의 행동은 여론의 비판을 불러일으켰으며, 결국 2010년 9월 28일, 드미트리 메드베데프 당시 러시아 연방 대통령은 루시코프 시장을 해임하였다. 그의 후임으로는 블라디미르 레신이 지명되었다.

## 역대 선거 결과
| 선거명      | 직책명        | 대수 | 정당             | 득표율 | 득표수      | 결과 | 당락               |
| ----------- | ------------- | ---- | ---------------- | ------ | ----------- | ---- | ------------------ |
| 1996년 선거 | 모스크바 시장 | 2대  | 무소속           | 88.49% | -표         | 1위  | 모스크바 시장 당선 |
| 1999년 선거 | 모스크바 시장 | 2대  | 조국 – 전 러시아 | 69.9%  | 3,174,658표 | 1위  | 모스크바 시장 당선 |
| 2003년 선거 | 모스크바 시장 | 2대  | 통합 러시아      | 74.83% | 3,018,513표 | 1위  | 모스크바 시장 당선 |